# Iasmin Latovlevici
Iasmin Latovlevici, né le 11 mai 1986 à Moldova Nouă, est un joueur de football international roumain. Il joue au poste d'arrière-gauche.
Il honore sa première sélection en équipe de Roumanie le 7 juin 2011 lors d'un match amical face au Brésil.

## Biographie
Le 31 mars 2020, le Kisvárda FC met fin à son contrat ainsi que celui de son coéquipier Gheorghe Grozav car ils sont en rentrés en Roumanie sans permission durant la pandémie de coronavirus.

## Palmarès

### Club
- Politehnica Timișoara
  - Vice-champion de Roumanie en 2009
  - Finaliste de la Coupe de Roumanie en 2009

- Steaua Bucarest
  - Champion de Roumanie en 2013, 2014 et 2015
  - Vainqueur de la Coupe de Roumanie en 2011 et 2015
  - Vainqueur de la Coupe de la Ligue roumaine en 2015
  - Vainqueur de la Supercoupe de Roumanie en 2013

- Galatasaray SK
  - Champion de Turquie en 2018

- CFR Cluj
  - Champion de Roumanie en 2021.
  - Vainqueur de la Supercoupe de Roumanie en 2020.